# Federación Mundial de Karate
La Federación Mundial de Karate (WKF) es una organización deportiva de carácter internacional dedicada a regular las normas en los eventos de karate a nivel competitivo en el mundo. Esta organización, además, es la encargada de organizar las competiciones y eventos de Karate, siendo la más importante el Campeonato Mundial de Karate que se celebra cada dos años en diferentes lugares del mundo. La sede de la federación se encuentra en la ciudad de Madrid, España. Su actual presidente es el español Antonio Espinós, quien se encuentra al mando desde el año 1998.
Esta federación se encuentra reconocida por el Comité Olímpico Internacional y cuenta con más de diez millones de afiliados.

## Historia
En la década de 1950 los maestros japoneses pertenecientes a la Japan Karate Association (JKA) introdujeron el karate en Europa. Se realizaron muchos esfuerzos por masificar este deporte en Europa, siendo Francia el gran referente. En 1963 se fundó la Unión Europea de Karate, siendo su presidente el francés Jacques Delcourt.
El Presidente de la Federación Japonesa de Karate (JKF) Ryoichi Sasakawa y el presidente de la Unión Europea de Karate (EKU) Jacques Delcourt organizaron una serie de encuentros que terminaron con la creación de la Unión Mundial de Organizaciones de Karate (WUKO)
El número de federaciones nacionales afiliadas a WUKO fue creciendo de manera progresiva hasta que debido al crecimiento de la organización fue necesario otorgar una nueva denominación al organismo que definiese mejor su nueva condición internacional. De esta forma, a finales de 1992 WUKO pasa a ser denominada Federación Mundial de Karate (WKF)
La consolidación de la organización tiene como resultado el reconocimiento de la WKF por parte del Comité Olímpico Internacional. Este reconocimiento se produce en 1999 y otorga a la WKF la condición de único organismo mundial de Karate. 
Actualmente, la WKF cuenta con 198 federaciones nacionales distribuidas en 5 continentes.

## Modalidades

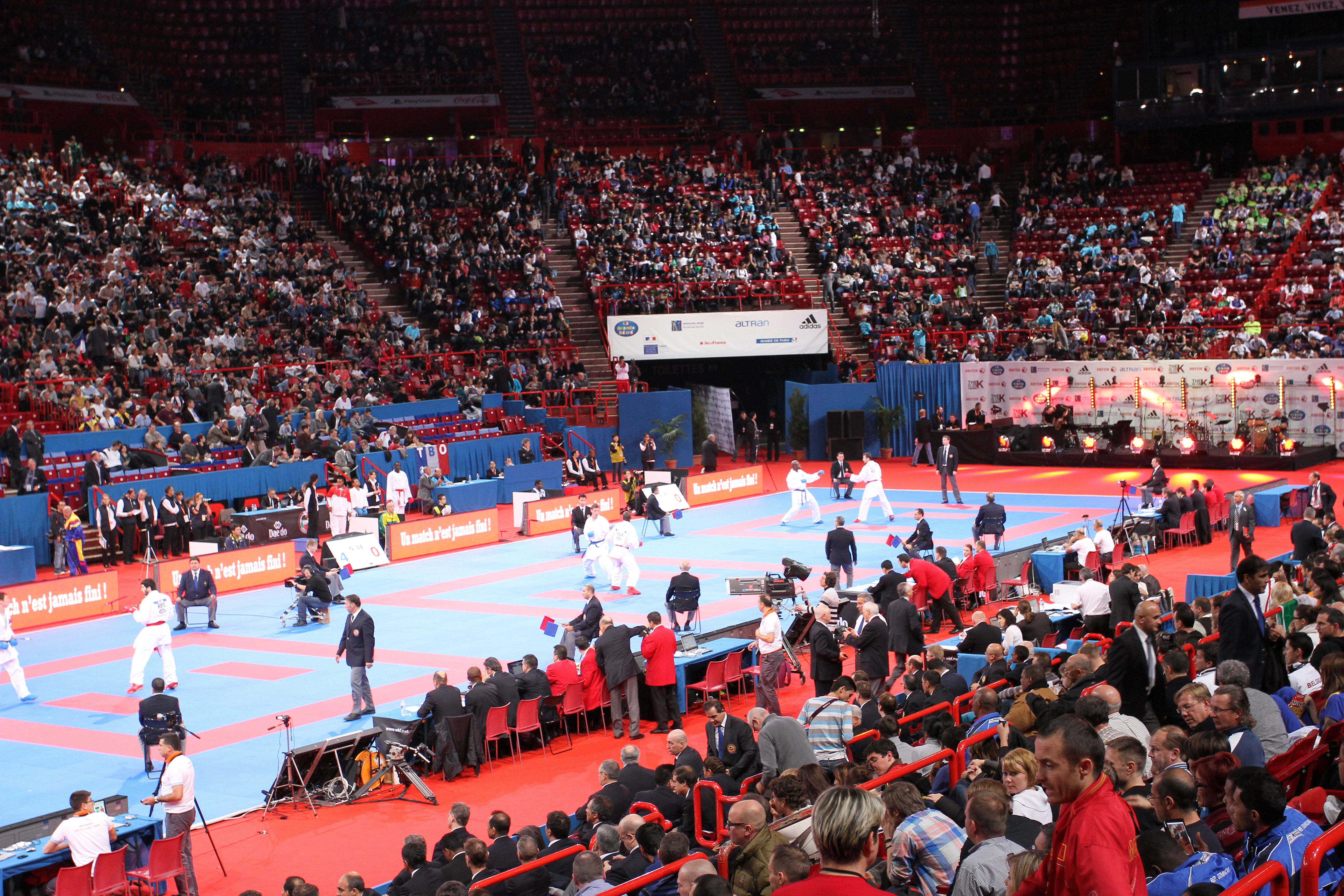
Campeonato Mundial de Karate de 2012 celebrado en París, Francia.

### Kumite
- Kumite individual - masculino y femenino.[3]
- Kumite por equipos - masculino y femenino.[3]

### Kata
- Katas de karate individual - masculino y femenino.[3]
- Katas de karate por equipos (sincronizado) - masculino y femenino.[3]

### Para-Karate
- Karate para discapacitados visuales
- Karate para discapacitados intelectuales
- Karate en silla de ruedas

## Competencia y eventos

### Campeonatos Mundiales de Karate
El Campeonato Mundial de Karate es el principal acontecimiento de este deporte y se celebra cada dos años. La primera edición tuvo lugar en 1970 en Tokio (Japón) y la última se celebró en Madrid (España) en 2018. Los próximos Mundiales de Karate están previstos celebrarse en Dubái (UAE) en noviembre de 2021.

### Karate 1 Premier League
La Karate 1 Premier League es una competición de carácter anual en forma de liga que reúne a los mejores deportistas de esta modalidad. Iniciada en 2011, este evento ha ido creciendo en magnitud y relevancia hasta convertirse en todo un espectáculo deportivo de primer orden. En su edición de 2021, la Karate 1 Premier League tiene previsto realizar pruebas en Estambul (Turquía), Lisboa (Portugal), Taskent (Uzbekistán), Moscú (Rusia) y Rabat (Marruecos).

### Karate 1 Series A
La Karate 1 - Serie A es una competición de carácter anual en formato de liga que busca aumentar el número de eventos de la WKF al tiempo que tiene como objetivo ofrecer a los competidores más oportunidades para mejorar sus posiciones en el ranking mundial. 
En 2020 había previsto realizar tres eventos, pero sólo uno pudo celebrarse por motivo de la pandemia del coronavirus. El torneo tuvo lugar en Santiago (Chile). Para 2021 no hay previsto celebrar ninguna competición, y los torneos regresarán al calendario del Karate internacional en 2021.

### Karate 1 Youth League
La Karate 1-Youth League es una competencia concebida para aprovechar la popularidad del Karate entre los jóvenes. Establecida bajo el paraguas de Karate 1 y diseñada para completar Karate 1-Premier League y Karate 1-Series A, la Karate 1-Youth League tiene como objetivo convertirse en una plataforma para el desarrollo de los jóvenes en su búsqueda por progresar en el deporte. 
El calendario para 2021 prevé celebrar cuatro eventos, en Limassol (Chipe), Porec (Croacia), Estambul (Turquía) y Venecia (Italia).

## Federaciones continentales
Cinco federaciones continentales dependen de la Federación Mundial de Karate.
- Federación Europea de karate
- Federación Asiática de karate
- Federación Africana de Karate
- Federación de Karate de Oceanía
- Federación Panamericana de Karate